# Dentalinoides
Dentalinoides es un género de foraminífero bentónico de la subfamilia Nodosariinae, de la familia Nodosariidae, de la superfamilia Nodosarioidea, del suborden Lagenina y del orden Lagenida. Su especie-tipo es Dentalinoides canulina. Su rango cronoestratigráfico abarca desde el Senoniense (Cretácico superior) hasta el Mioceno.

## Clasificación
Dentalinoides incluye a las siguientes especies:
- Dentalinoides antennula
- Dentalinoides canulina